# تشارلي دايموند
تشارلي دايموند (بالإنجليزية: Charley Diamond)‏ هو لاعب كرة القدم الكندية أمريكي، ولد في 19 يوليو 1936 في ميامي في الولايات المتحدة.

## وصلات خارجية
- تشارلي دايموند على موقع مرجع كرة القدم المحترفة.كوم (الإنجليزية)
- تشارلي دايموند على موقع JustSportsStats.com (الإنجليزية)